# Eremobia
Eremobia là một chi bướm đêm thuộc họ Noctuidae.

## Loài
- Eremobia decipiens (Alphéraky, 1895)
- Eremobia ochroleuca (Denis & Schiffermüller, 1775)
- Eremobia puengeleri (Bartel, 1904)
- Eremobia sajanus (Bang-Haas, 1906)